# Айріштаун-Саммерсайд
Айріштаун-Саммерсайд (англ. Irishtown-Summerside) — містечко в Канаді, у провінції Ньюфаундленд і Лабрадор.

## Населення
За даними перепису 2016 року, містечко нараховувало 1418 осіб, показавши скорочення на 0,7%, порівняно з 2011-м роком. Середня густина населення становила 119,2 осіб/км².
З офіційних мов обидвома одночасно володіли 30 жителів, тільки англійською — 1 390, а 5 — жодною з них. Усього 5 осіб вважали рідною мовою не одну з офіційних.
Працездатне населення становило 61,4% усього населення, рівень безробіття — 15,9% (19,5% серед чоловіків та 10,3% серед жінок). 95,9% осіб були найманими працівниками, а 2,8% — самозайнятими.
Середній дохід на особу становив $40 010 (медіана $29 856), при цьому для чоловіків — $49 404, а для жінок $30 658 (медіани — $37 632 та $23 915 відповідно).
30,1% мешканців мали закінчену шкільну освіту, не мали закінченої шкільної освіти — 20,3%, 49,6% мали післяшкільну освіту, з яких 12,8% мали диплом бакалавра, або вищий, 10 осіб мали вчений ступінь.
| Статево-вікова структура населення | Статево-вікова структура населення | Статево-вікова структура населення | Статево-вікова структура населення | Статево-вікова структура населення |
| ---------------------------------- | ---------------------------------- | ---------------------------------- | ---------------------------------- | ---------------------------------- |
|                                    |                                    |                                    |                                    |                                    |
| Всього                             | Всього                             | 49,5%50,5%                         |                                    |                                    |
| 0 — 14 років                       | 0 — 14 років                       |                                    | 13,1%                              | 13,1%                              |
| 15 — 64 років                      | 15 — 64 років                      |                                    | 64%                                | 64%                                |
| 65 і більше                        | 65 і більше                        |                                    | 23%                                | 23%                                |
| 85 і більше                        | 85 і більше                        |                                    | 3,5%                               | 3,5%                               |
| 100 і більше                       | 100 і більше                       |                                    | 0,4%                               | 0,4%                               |
| Середній вік (років)               | Середній вік (років)               | 45,446,2                           | 45,8                               | 45,8                               |
| Медіана (років)                    | Медіана (років)                    | 48,747,8                           | 48,2                               | 48,2                               |
| — чоловіки — жінки                 |                                    |                                    |                                    |                                    |

| Походження мешканців:     | Походження мешканців:     | Походження мешканців: | Походження мешканців: | Походження мешканців: |
| ------------------------- | ------------------------- | --------------------- | --------------------- | --------------------- |
| Походження                |                           |                       | осіб                  | %                     |
| Корінні американці        | Корінні американці        |                       | 510                   | 37.64%                |
| Інше північноамериканське | Інше північноамериканське |                       | 905                   | 66.79%                |
| Європейське               | Європейське               |                       | 590                   | 43.54%                |
| британське                | британське                |                       | 575                   | 42.44%                |
| французьке                | французьке                |                       | 50                    | 3.69%                 |
| Африканське               | Африканське               |                       | 15                    | 1.11%                 |
| Азійське                  | Азійське                  |                       | 10                    | 0.74%                 |

| Зайнятість населення за галузями (за класифікацією NOC): | Зайнятість населення за галузями (за класифікацією NOC): | Зайнятість населення за галузями (за класифікацією NOC): | Зайнятість населення за галузями (за класифікацією NOC): | Зайнятість населення за галузями (за класифікацією NOC): |
| -------------------------------------------------------- | -------------------------------------------------------- | -------------------------------------------------------- | -------------------------------------------------------- | -------------------------------------------------------- |
|                                                          |                                                          |                                                          |                                                          |                                                          |
| Управління                                               | Управління                                               |                                                          | 6,3%                                                     | 6,3%                                                     |
| Бізнес, фінанси та адміністрування                       | Бізнес, фінанси та адміністрування                       |                                                          | 11,2%                                                    | 11,2%                                                    |
| Природничі та прикладні науки                            | Природничі та прикладні науки                            |                                                          | 3,5%                                                     | 3,5%                                                     |
| Охорона здоров'я                                         | Охорона здоров'я                                         |                                                          | 11,2%                                                    | 11,2%                                                    |
| Освіта, правозахист, муніципальні та урядові служби      | Освіта, правозахист, муніципальні та урядові служби      |                                                          | 11,2%                                                    | 11,2%                                                    |
| Мистецтво, культура, відпочинок та спорт                 | Мистецтво, культура, відпочинок та спорт                 |                                                          | 2,1%                                                     | 2,1%                                                     |
| Роздрібна торгівля та послуги                            | Роздрібна торгівля та послуги                            |                                                          | 23,1%                                                    | 23,1%                                                    |
| Гуртова торгівля, транспорт та обладнання                | Гуртова торгівля, транспорт та обладнання                |                                                          | 27,3%                                                    | 27,3%                                                    |
| Виробництво                                              | Виробництво                                              |                                                          | 3,5%                                                     | 3,5%                                                     |

## Клімат
Середня річна температура становить 3,7°C, середня максимальна – 19,3°C, а середня мінімальна – -13,5°C. Середня річна кількість опадів – 1 255 мм.
| Клімат поселення                              | Клімат поселення | Клімат поселення | Клімат поселення | Клімат поселення | Клімат поселення | Клімат поселення | Клімат поселення | Клімат поселення | Клімат поселення | Клімат поселення | Клімат поселення | Клімат поселення | Клімат поселення |
| Показник                                      | Січ.             | Лют.             | Бер.             | Квіт.            | Трав.            | Черв.            | Лип.             | Серп.            | Вер.             | Жовт.            | Лист.            | Груд.            |                  |
| Середній максимум, °C                         | −2,2             | −3,25            | 0,60             | 5,89             | 10,94            | 16,25            | 19,26            | 19,29            | 14,23            | 8,89             | 3,99             | −1,17            |                  |
| Середня температура, °C                       | −7,29            | −8,35            | −4,5             | 0,79             | 5,84             | 11,15            | 16,19            | 16,24            | 11,16            | 5,84             | 0,93             | −4,23            |                  |
| Середній мінімум, °C                          | −12,39           | −13,45           | −9,6             | −4,33            | 0,74             | 6,05             | 13,13            | 13,17            | 8,09             | 2,77             | −2,14            | −7,28            |                  |
| Норма опадів, мм                              | 134              | 93               | 79               | 67               | 78               | 95               | 96               | 115              | 116              | 121              | 125              | 136              |                  |
| Середньомісячна швидкість вітру, м/с          | 5.08             | 4.83             | 4.88             | 4.71             | 4.30             | 4.10             | 3.76             | 3.90             | 4.26             | 4.45             | 4.71             | 4.90             |                  |
| Середньомісячна сонячна радіація, кДж/м²·день | 3572             | 6509             | 10783            | 14500            | 17714            | 19201            | 18586            | 15771            | 11636            | 6970             | 3792             | 2679             |                  |
| --------------------------------------------- | ---------------- | ---------------- | ---------------- | ---------------- | ---------------- | ---------------- | ---------------- | ---------------- | ---------------- | ---------------- | ---------------- | ---------------- | ---------------- |
| Джерело:                                      |                  |                  |                  |                  |                  |                  |                  |                  |                  |                  |                  |                  |                  |